# Мангень
Мангень (фр. Mangueigne) — деревня и супрефектура в Чаде, расположенная на территории региона Саламат. Входит в состав департамента Харазе-Мангень.

## Географическое положение
Деревня находится в юго-восточной части Чада, на правом берегу вади Диокана, на высоте 508 метров над уровнем моря.
Мангень расположен на расстоянии приблизительно 695 километров к востоку-юго-востоку (ESE) от столицы страны Нджамены.

## Население
По данным официальной переписи 2009 года численность населения Мангени составляла 14 518 человек (7001 мужчина и 7517 женщины). Население супрефектуры по возрастному диапазону распределилось следующим образом: 52 % — жители младше 15 лет, 43,5 % — между 15 и 59 годами и 4,5 % — в возрасте 60 лет и старше.

## Транспорт
Ближайший аэропорт расположен в городе Харазе.